# Однажды в России
«Однажды в России» — российское юмористическое телевизионное шоу производства компании «Comedy Club Production», выходящее на ТНТ.

## История и специфика
Премьера шоу «Однажды в России» состоялась 28 сентября 2014 года на ТНТ. Его создателем выступил продюсер компании «Comedy Club Production» Вячеслав Дусмухаметов, а креативным продюсером — Давид Цаллаев, который по совместительству стал ещё и одним из актёров шоу.
Шоу представляет собой сборник сатирических скетчей на остросоциальные и злободневные темы, близкие каждому жителю Российской Федерации. Среди героев представлены абсолютно разные типажи: чиновники, врачи, полицейские, банковские работники, начальники, певцы, актёры и т. д. При этом все образы — собирательные и специально создаются таким образом, чтобы избежать сравнения с реальными известными персонажами. Главная цель шоу — не обидеть конкретного человека, а обратить внимание зрителей на окружающую действительность.
Проект снимается в формате телеспектакля со зрительным залом, сценой и кулисами. Весь реквизит настоящий, а декорации воссозданы максимально реалистично, что обеспечивает и зрителям, и актёрам полное погружение в атмосферу номера.
Продолжительность одного скетча — 10 минут. Начиная с третьего сезона каждый выпуск состоит из 6 номеров. Все выпуски третьего сезона заканчивались песней на злобу дня в исполнении Азамата Мусагалиева и Вячеслава Макарова. Многие из них со временем становятся хитами и пользуются большой популярностью в сети. Так, песня «Хули ты ноешь?» собрала более 5,3 миллионов просмотров на YouTube. С четвёртого сезона выпуск заканчивается либо песней не на злобу дня, либо песней-пародией на известных российских исполнителей.
Во многих скетчах актёры используют свои настоящие имена, а иногда и фамилии.

## Авторы
По состоянию на 2025 год в авторскую группу шоу «Однажды в России» входят: Давид Цаллаев и Заурбек Байцаев (оба - команда КВН «Пирамида»), Сергей Николаев (команда КВН «Дежа Вю»), Азамат Мусагалиев, Денис Дорохов, Роман Кулясов, Данил Альсеитов, Фуад Курбанов, Сергей Каламбацкий (все - команда КВН «Сборная Камызякского края»), Тимур Бабъяк и Филипп Воронин (оба - команда КВН «Детективное агентство «Лунный свет»»), Александр Тищенко и Сергей Колотилин (оба - команда КВН «Ботанический сад»), Владимир Фёдоров (команда КВН «Бомонд»), Константин Сабиров, Максим Воробьёв, Андрей Желуницын, Ахшар Хохоев; Владислав Копытов-Шамрай (команда КВН «Сборная Холодных КВН Городов»), Игорь «Гар» Дмитриев, Илья Кочешков, Евгений Цой (все - команда КВН «Юра»), Евгений Хохлов, Артём Смирнов, Дмитрий Орлов (все - команда КВН «Наполеон Динамит»), Михаил Стогниенко, Эдуард Таратонов, Константин Зотин (все - команда КВН «Плохая компания»), Иван Брагин (команда КВН «Так-то»), Александр Ваш (участник проекта «Comedy Баттл»), Валерий Артюхов (участник проекта «Открытый микрофон»), Яна Боброва и Екатерина Иванова (обе - команда КВН «Я обиделась»), Павел Малахов и Антон Лапышев (оба - команда КВН «Доктор Хаусс»), Дмитрий Пур и Максим Савенко (оба - команда КВН «HD им. Гарика Оганисяна»), Евгений Горковенко, Роман Умудов, Виктор Федькин, Андрей Лаврентьев (все - команда КВН «Волжане СамГТУ»), Владимир Тян (команда «Регионы» из шоу «Концерты» и «Звёзды»), Дмитрий Костюков (команда КВН «Донецкие», участник проектов: «Comedy Баттл» и «Импровизация. Команды»), Никита Андриенко (команда КВН «Сборная КубГАУ», участник проектов: «Концерты» и «Звёзды» в составе команды «Объединение Юг»), Анастасия Москвитина (команда КВН «Сборная молодых учёных Росатома», участница проектов: «Comedy Баттл» и «Импровизация. Команды»), Андрей Дроздов (команда КВН «Молодость», участник проекта «Comedy Баттл»), Матвей Красношапко (команда КВН «Город N»), Артём Маслов.
Бывшие авторы шоу «Однажды в России»: Вячеслав Шмидт (команда КВН «Наполеон Динамит»), Евгений Перов (команда КВН «Парапапарам»), Арсений Мартынов (команда КВН «Ананас»), Дмитрий Савенков, Валентин Культиков, Александр Фадеев, Тимур Абульев; Владимир Хотелашвили (команда КВН «РУДНик»), Вячеслав Макаров (команда КВН «Сборная Камызякского края»), Антон Аткин и Алина Борисова (оба - команда КВН «КемБридж»), Рустам Саидахмедов и Тамби Масаев (оба - участники проекта «Comedy Баттл»), Никита Иванов (команда КВН «Юра»), Павел Волик (команда КВН «Сборная молодых учёных Росатома»), Екатерина Матвеева.

## Сезоны
1. Первый сезон: 28 сентября 2014 года — 1 февраля 2015 года (18 выпусков)
2. Второй сезон: 29 марта 2015 года — 14 февраля 2016 года (26 выпусков)
3. Третий сезон: 17 апреля 2016 года — 26 февраля 2017 года (31 выпуск)
4. Четвёртый сезон: 19 марта — 31 декабря 2017 года (31 выпуск)
5. Пятый сезон: 28 февраля 2018 года — 20 марта 2019 года (34 выпуска)
6. Шестой сезон: 27 марта 2019 года — 18 марта 2020 года (26 выпусков)
7. Седьмой сезон: 25 марта 2020 года — 28 марта 2021 года (22 выпуска)
8. Восьмой сезон: 4 апреля 2021 года — 15 апреля 2022 года (22 выпуска)
9. Девятый сезон: 22 апреля 2022 года — 20 января 2023 года (28 выпусков)
10. Десятый сезон: 14 апреля — 31 декабря 2023 года (27 выпусков)
11. Одиннадцатый сезон: 15 апреля 2024 - 6 января 2025 года (28 выпусков)
12. Двенадцатый сезон: 11 апреля 2025 (11 выпусков по состоянию на 27.06.2025 (перерыв до нового телесезона))

## Актёрский состав
= Ведущий
     = Актёр
| Актёры                 | Сезоны      | Сезоны      | Сезоны      | Сезоны      | Сезоны      | Сезоны      | Сезоны      | Сезоны      | Сезоны      | Сезоны      | Сезоны      | Сезоны      |
| Актёры                 | 1           | 2           | 3           | 4           | 5           | 6           | 7           | 8           | 9           | 10          | 11          | 12          |
| Действующие            | Действующие | Действующие | Действующие | Действующие | Действующие | Действующие | Действующие | Действующие | Действующие | Действующие | Действующие | Действующие |
| ---------------------- | ----------- | ----------- | ----------- | ----------- | ----------- | ----------- | ----------- | ----------- | ----------- | ----------- | ----------- | ----------- |
| Азамат Мусагалиев      |             |             |             |             |             |             |             |             |             |             |             |             |
| Ольга Картункова       |             |             |             |             |             |             |             |             |             |             |             |             |
| Давид Цаллаев          |             |             |             |             |             |             |             |             |             |             |             |             |
| Денис Дорохов          |             |             |             |             |             |             |             |             |             |             |             |             |
| Заурбек Байцаев        |             |             |             |             |             |             |             |             |             |             |             |             |
| Екатерина Моргунова    |             |             |             |             |             |             |             |             |             |             |             |             |
| Александр Пташенчук    |             |             |             |             |             |             |             |             |             |             |             |             |
| Максим Киселёв         |             |             |             |             |             |             |             |             |             |             |             |             |
| Михаил Стогниенко      |             |             |             |             |             |             |             |             |             |             |             |             |
| Тимур Бабъяк           |             |             |             |             |             |             |             |             |             |             |             |             |
| Валерий Равдин         |             |             |             |             |             |             |             |             |             |             |             |             |
| Яна Кошкина            |             |             |             |             |             |             |             |             |             |             |             |             |
| Данияр Джумадилов      |             |             |             |             |             |             |             |             |             |             |             |             |
| Никита Андриенко       |             |             |             |             |             |             |             |             |             |             |             |             |
| Иван Брагин            |             |             |             |             |             |             |             |             |             |             |             |             |
| Екатерина Вяликова     |             |             |             |             |             |             |             |             |             |             |             |             |
| Марина Федункив        |             |             |             |             |             |             |             |             |             |             |             |             |
| Бывшие                 |             |             |             |             |             |             |             |             |             |             |             |             |
| Вадим Галыгин          |             |             |             |             |             |             |             |             |             |             |             |             |
| Ирина Чеснокова        |             |             |             |             |             |             |             |             |             |             |             |             |
| Игорь Ласточкин        |             |             |             |             |             |             |             |             |             |             |             |             |
| Теймураз (Тимур) Тания |             |             |             |             |             |             |             |             |             |             |             |             |
| Карина Зверева         |             |             |             |             |             |             |             |             |             |             |             |             |
| Вячеслав Макаров       |             |             |             |             |             |             |             |             |             |             |             |             |
| Юлия Топольницкая      |             |             |             |             |             |             |             |             |             |             |             |             |
| Анна Деконская         |             |             |             |             |             |             |             |             |             |             |             |             |
| Рустам Саидахмедов     |             |             |             |             |             |             |             |             |             |             |             |             |
| Тамби Масаев           |             |             |             |             |             |             |             |             |             |             |             |             |
| Илья Макаров           |             |             |             |             |             |             |             |             |             |             |             |             |
| Даниил Сологуб         |             |             |             |             |             |             |             |             |             |             |             |             |
| Артём Волевачёв        |             |             |             |             |             |             |             |             |             |             |             |             |
| Сергей Суетов          |             |             |             |             |             |             |             |             |             |             |             |             |

## Рейтинги
По данным Mediascope, первый сезон проекта занял первое место по аудиторным показателям в своём воскресном тайм-слоте с 21:00 до 22:00, при этом его доля среди зрителей в возрасте от 14 до 44 лет достигла отметки 15,6 %, что на 2 пункта выше, чем у идущего следом «Первого канала». Доля второго сезона составила 14 % в той же целевой аудитории, а третьего — 14,2 %. Таким образом, показатели всех трёх сезонов оказались выше средней доли канала «ТНТ».